# 루이스 하인
루이스 윅스 하인(영어: Lewis Wickes Hine, 1874년 9월 26일 ~ 1940년 11월 3일)은 미국의 사회학자이자 사진가이다. 그는 사진을 사회 개혁의 수단으로 사용했다. 미국의 아동 노동법을 바꾸는데 중요한 역할을 하였다. 대표작으로는1908년 미국 캐롤라이나의 한 방직공장에서 일하고 있는 아이를 담은 사진이 있다.